# Harpactea zaitzevi
Harpactea zaitzevi là một loài nhện trong họ Dysderidae.
Loài này thuộc chi Harpactea. Harpactea zaitzevi được miêu tả năm 1956 bởi Charitonov.